# Dror Hagag
Dror Hagag, conosciuto anche come Hajaj (in ebraico דרור חג'ג'‎?; Beer Yakov, 31 dicembre 1978), è un ex cestista israeliano.
Alto 180 cm, giocava come playmaker.

## Carriera
Nel 2005 e nel 2007 è stato convocato per disputare gli Europei con la maglia della Nazionale israeliana.

## Palmarès
- Campionato israeliano: 1

Maccabi Tel Aviv: 2008-2009
- Coppa di Israele: 2

Hapoel Gerusalemme: 2006-2007, 2007-2008